# Miss Universe Costa Rica 2024
Miss Universe Costa Rica 2024 fue la 1.ª edición del Miss Universe Costa Rica. Se llevó a cabo el 10 de septiembre de 2024 en el Centro Internacional de Convenciones ANDE en San Antonio de Belén, Costa Rica. La final fue transmitida  por GenteOpa, nuevo dueño de la franquicia de Miss Universo para Costa Rica.
En esta edición se contó con un reality, donde participaron las 20 finalistas que fueron elegidas mediante voto popular 10 de ellas, y las otras 10 fueron por medio de un comité interno de elección, esta edición se catalogó nuevamente como inclusiva, pues dadas las nuevas políticas de la Organización Miss Universo, se permitió la participación de mujeres casadas y con hijos, así como candidatas de estatura baja.
Elena Hidalgo Ramírez de la provincia San José, fue electa como la primer reina bajo el nuevo franquiciante, además se convirtió en la primer madre en obtener el título en la historia del país. 

## Antecedentes
El 23 de febrero el Canal Opa anunció la adquisición de la franquicia Miss Universo para Costa Rica después de 59 años bajo la dirección de Teletica. A su vez confirmaron la visita de Sheynnis Palacios actual Miss Universo 2023 en Costa Rica, siendo la primera vez que la Miss Universo reinante visita el país para la presentación oficial de la nueva franquicia en suelo costarricense.
La ganadora de la edición representó a Costa Rica en Miss Universo 2024 en México.

## Proceso de selección
Los casting se llevaron a cabo del 16 al 22 de abril de 2024 en las instalaciones de Grupo Pecosa, donde asistieron 42 de 64 aspirantes inscritas al título, las mismas desfilaron en vestido coctel, traje de baño y realizaron una entrevista de personalidad. 
Las puntuaciones fueron acumulativas y el comité interno de elección eligió a 10 candidatas, mientras las otras 10 fueron electas mediante voto popular en la página web oficial de Miss Universe Costa Rica.

### El Reality
La Organización Miss Universe Costa Rica dio a conocer un reality que se realizó con las 20 candidatas oficiales durante el mes de junio y julio, en el cual durante 5 semanas consecutivas las chicas estuvieron a prueba en diferentes retos y cada semana siendo eliminada 1 chica de la competencia, por lo que a la Gala Final solamente llegaron 15 finalistas. 

## Resultados
| Posiciones                    | Candidata |
| ----------------------------- | --- |
| Miss Universe Costa Rica 2024 | - San José - Elena Hidalgo |
| Primera finalista             | - Heredia - María Alejandra Acosta |
| Segunda finalista             | - Limón - Chonta Mullins |
| Top 5                         | - San José - Kelly Ávila - San José - Nicole Carboni                                                                                            |
| Top 10                        | - Heredia - Alexa Gonzalo - Limón - María José Porras - San José - Emily Cascante - Guanacaste - Karol Briceño - Guanacaste - Elizabeth Arrieta |

## Candidatas
El certamen iniciará con 20 finalistas, 10 de ellas fueron electas por el comité interno de la organización y las otras 10 fueron electas por voto del público. Después de finalizar el reality solamente 15 competirán en la Gala Final el 10 de septiembre.
| Representación | Candidata              | Edad | Profesión                                               | Estatura |
| -------------- | ---------------------- | ---- | ------------------------------------------------------- | -------- |
| San José       | Elena Hidalgo          | 32   | Modelo Profesional                                      | 1,77     |
| Limón          | María José Porras      | 27   | Maestría en Administración de Empresas                  | 1,67     |
| San José       | Dylanna Mora           | 27   | Actriz                                                  | 1,65     |
| Puntarenas     | Angelina Santarrosa    | 19   | Animadora                                               | 1,65     |
| Heredia        | María Alejandra Acosta | 22   | Modelo Profesional y estudiante de Derecho              | 1,78     |
| Cartago        | Josselyn Sandoval      | 23   | Creadora de contenido y asistente veterinaria           | 1,67     |
| San José       | Kelly Ávila            | 26   | Administradora de Empresas                              | 1,70     |
| Limón          | Chonta Mullins         | 27   | Administradora Hotelera                                 | 1,73     |
| Puntarenas     | Yendri Espinoza        | 29   | Estudiante de Psicología                                | 1,75     |
| San José       | Nicole Carboni         | 32   | Modelo Fitness y Empresaria                             | 1,75     |
| San José       | Daniela Navarro        | 32   | Empresaria                                              | 1,67     |
| San José       | Emily Cascante         | 36   | Entrenadora de Taekwondo y Profesora de Artes Plásticas | 1,84     |
| Cartago        | Rebeca Mata            | 32   | Master en Psicopedagogía                                | 1,66     |
| Guanacaste     | Karol Briceño          | 19   | Estudiante Enseñanza del Inglés                         | 1,68     |
| Heredia        | Pamela Cascante        | 24   | Asistente de Pacientes                                  | 1,61     |
| Heredia        | Alexa Gonzalo          | 18   | Barista                                                 | 1,60     |
| Guanacaste     | Elizabeth Arrieta      | 25   | Ama de Casa                                             | 1,69     |
| San José       | Carlina Bonilla        | 38   | Estudiante Diseño de Interiores                         | 1,65     |
| San José       | Francini Hernández     | 25   | Instructora                                             | 1,65     |
| San José       | Jennifer Miranda       | 34   | Actriz y Creadora de Contenido                          | 1,70     |

## Datos relevantes de la edición
- Nicole Carboni, representante de la provincia de San José regresa a la competencia luego de su participación en Miss Costa Rica 2015 donde figuró entre las finalistas del Top 3 y ocupó el puesto de Virreina.
- Chonta Mullins, representante de la provincia de Limón regresa a la competencia luego de su participación en Miss Costa Rica 2019 donde no figuró entre las finalistas del Top 3.
- Emily Cascante, representante de la provincia de San José se convierte en la candidata más alta de la competencia al medir 1.84cm.
- Alexa Gonzalo, representante de la provincia de Heredia se convierte en la candidata más baja de la competencia al medir 1.60cm.
- Carlina Bonilla, representante de la provincia de San José se convierte en la candidata más edad en la competencia al poseer 38 años.

### Datos regionales
- Alajuela: se retira de la competencia al no avanzar ninguna representante de la provincia a las candidatas oficiales.
- Cartago: regresa a la competencia competencia desde su retiro en 2022.
- Guanacaste: regresa a la competencia, desde su retiro en 2020.
- Puntarenas: regresa a la competencia, desde su retiro en 2020.
- San José: se convierte en la provincia con más candidatas (9 en total).